# Jean-Jacques Fauche de Domprel
 Jean-Jacques Fauche de Domprel  (né à Pontarlier vers 1597 - mort à Besançon le 11 mars 1662) fut archevêque de Besançon de 1659/1661 à 1662

## Biographie
Jean-Jacques Fauche de Domprel né à Pontarlier est issu de la famille des seigneurs de Domprel en Franche-Comté il est le fils d'Étienne ancien gouverneur du château de Joux et de Marguerite Richardot. Pourvu du prieuré de Morteau depuis 1614 et est également chanoine et haut-doyen du chapitre  de la cathédrale de Besançon.
Son prédécesseur soutenu par le chapitre de chanoines était entré en conflit avec la cour de Rome au sujet des droits et privilèges du chapitre de la cathédrale. À sa mort ce chapitre s'empresse le 7 septembre 1659 d'élire comme archevêque son haut-doyen estimant que ce dernier soutiendra lui aussi ses privilèges. Jean-Jacques Fauche refuse d'entrer en conflit avec le souverain pontife et accepte ses bulles de provisions qui vont à l'encontre des intérêts du chapitre. Seule une minorité de chanoines le soutient les papistes selon le terme péjoratif que leur attribue la majorité qui se désigne elle-même comme les royalistes et s'empresse d'intervenir auprès des cours de Vienne et de Madrid. Ferdinand III du Saint-Empire et Philippe IV d'Espagne prennent le parti du chapitre et prive l'archevêque de ses revenus dans le comté de bourgogne.  Les autorités civiles le dépouillent de la juridiction temporelle exercée par ses prédécesseurs sur la cité. 
Jean-Jacques Fauche ne peut se faire consacrer en quasi-secret dans une chapelle de l'abbaye Saint-Vincent que par Joseph Saulnier (mort en 1681) évêque titulaire d'Andravida (de) qui était également à ce titre évêque auxiliaire de Besançon depuis 1640. L'archevêque affecté par ses épreuves meurt dès le 11 mars 1662.